# You Are the Music in Me
«You Are the Music in Me» — это второй сингл, выпущенный в Великобритании с фильма Классный Мюзикл: Каникулы.

## Оригинальная версия

### Клип
Клип — это просто сюжет с песней, который был в фильме, но в другой обработке. Не было сделано нового видео, но сюжет, взятый из фильма был использован для продвижения. Клип начинается с Келси, Габриэллы и Троя, поющих рядом с пианино, он заканчивается тем, что приходят другие актеры и поют все вместе, а также мелькают кадры из первого фильма (Классный мюзикл) с Габриэллой и Троем.

### Чарты
| Чарт (2007)            | Наивысшая позиция |
| ---------------------- | ----------------- |
| Canadian Hot 100       | 54                |
| Irish Singles Chart    | 12                |
| Swiss Singles Chart    | 75                |
| UK Singles Chart       | 26                |
| U.S. Billboard Hot 100 | 31                |
| U.S. Billboard Pop 100 | 25                |

### Список композиций
- Великобританский CD-сингл

1. «You Are the Music in Me» (Зак Эфрон и Ванесса Хадженс)
2. «You Are the Music in Me» (Instrumental)

## Версия Шарпей
Песня, спетая героиней Шарпей появилась как дополнительный трек, и названа "You Are the Music In Me (Версия Шарпей) или (Реприза) — это шестая песня к саундтреку одноименного фильма.

### Информация о песне
Эта песня «You Are the Music In Me» в намного более оживленном темпе. Шарпей украла песню у Габриэллы и Троя, когда она обманом втянула Троя в пение на шоу талантов. Песня содержит в себе инструменты, такие как пианино, барабаны и гитары.
Песня была использована в фильме Классный мюзикл: Каникулы в сцене, когда натянулись отношения Троя и Габриэллы, когда Трой воспылал ревностью, увидев Райана с Габриэллой. Благодаря «обещанию» Троя, он и Шарпей репетировали песню к Midsummer Night’s Talent Show. Редакторы Amazon заявили, что «Песня „You Are the Music in Me“ прекрасна и не увязла в сиропе. Она также была перепета Троем и Шарпей в более рокерской и, вероятно, более хорошей версии.»

### Официальные версии
1. «You Are the Music in Me (Sharpay Version)» (Album Version) — 2:29
2. «You Are the Music in Me (Sharpay Version)» (Instrumental Version) — 2:29
3. «You Are the Music in Me (Sharpay Version)» (Джейсон Невис Непрекращающийся Танец Remix) — 3:31

### Чарты
| Чарт (2007)            | Наивысшая позиция |
| ---------------------- | ----------------- |
| UK Singles Chart       | 89                |
| U.S. Billboard Pop 100 | 95                |

## Версия Молли Санден и Олы Свенссона
Молли Санден и Ула Свенссон выпустили версию на шведском языке песню с названием «Du är musiken i mig», которая достигла #21 в Swedish Singles Chart, оставаясь в чарте 16 недель.
| Чарт (2007)           | Наивысшая позиция |
| --------------------- | ----------------- |
| Swedish Singles Chart | 21                |